# Acureyapa
Acureyapa fue un cacique venezolano que habitó en la zona de los valles del Tuy – Miranda. Se desconoce su fecha de nacimiento pero se sabe que murió en 1578 enfrentado a las tropas de avance del conquistador español Sancho García
El cronista José de Oviedo y Baños en su obra “Historia de la conquista y población de la Provincia de Venezuela” comentó como Acureyapa y otros caciques de la región de los valles del Tuyo fueron emboscados en un reunión que habían pautado en la zona comprendida entre las poblaciones de Charallave y Ocumare del Tuy para tratar de parar a las tropas españolas que andaban en la región. Traicionados por otro indio que condujo por atajos y caminos a los españoles, Sancho García logra dar con el lugar de la reunión, matando a gran cantidad de indios entre los que se encontraba Acureyapa. Este muere a manos del español Antonio Villegas.